# Sakramentarz z Werony
Sakramentarz z Werony, także Sakramentarz Leoniański – prywatny zbiór rzymskich modlitw mszalnych, uporządkowanych według miesięcy kalendarza świeckiego.
Rękopis powstał około 600–625 roku, a kompilacja modlitw została dokonana między 560 a 590 rokiem. Księga została odkryta i wydana w 1735 roku przez Giuseppe Bianchiniego, który ze względu na mylne przypisanie całego zbioru Leonowi Wielkiemu nazwał go Sakramentarzem Leoniańskim. W 1956 roku Leo Cunibert Mohlberg określił go jako Sakramentarz z Werony, która jest miejscem przechowywania oraz prawdopodobnie także powstania rękopisu.
Rękopis jest uszkodzony (brak formularzy od stycznia do połowy kwietnia). Typowy formularz składa się z kolekty, modlitwy nad darami, prefacji, modlitwy po Komunii oraz modlitwy końcowej. Niektóre formularze zawierają dwie kolekty, a niektóre są pozbawione pewnych elementów. Ponieważ każdy formularz zawiera oryginalną prefację przeznaczoną na daną celebrację, księga zawiera ich 267. Oprócz modlitw mszalnych sakramentarz zawiera również modlitwy odmawiane podczas innych celebracji – przy święceniach biskupa, prezbitera i diakona, konsekracji dziewic, welacji panny młodej i błogosławieństwie wody chrzcielnej.